# Встречи с Игорем Ильинским
«Встречи с Игорем Ильинским» — советский фильм 1965 года режиссёра Ильи Гурина, снятый на Центральной киностудии детских и юношеских фильмов им. М. Горького.
Премьера состоялась 21 марта 1966 года. Фильм посмотрели 8,7 млн зрителей.

## Сюжет
Советский актёр Игорь Ильинский рассказывает о своём творческом пути в театре и кино. В фильме представлены фрагменты из различных кинолент, в которых Ильинский принимал участие, начиная от эпохи немого кино и заканчивая эрой звукового кино. В картину также включены отрывки из спектаклей, постановленных в Малом театре, где Игорь Ильинский тоже принимал активное участие.

## Съёмочная группа
- Режиссёр — Илья Гурин
- Сценаристы — Илья Гурин, Игорь Ильинский
- Оператор — Борис Монастырский
- Композитор — Марк Фрадкин

## Критика
Нельзя проходить мимо этой актёрской энциклопедии, мимо автобиографии огромного мастера, где восхищаю старые немые киноиллюстрации, где познавателен и интересен разговор с Ильинским — задушевный импровизационный.
Скажу только одно. Удивительно: старые эпизоды, скажем, с закройщиком из Торжка или с незадачливым детективом Кравцовым, эпизоды условные, гротесковые, кажутся и натуральнее, и человечнее, и, главное, во сто раз узнаваемее по характеру иных сугубо реалистических эпизодов из сугубо современных картин типа «До осени далеко».
— Виктор Орлов, журнал «Советский экран», №3, 1966